# Anomotoma wilwerthi
Anomotoma wilwerthi är en skalbaggsart som först beskrevs av Auguste Lameere 1903.  Anomotoma wilwerthi ingår i släktet Anomotoma och familjen långhorningar.
Artens utbredningsområde är:
- Angola.
- Gabon.
- Nigeria.

Inga underarter finns listade i Catalogue of Life.